# Mordella plagiata
Mordella plagiata es una especie de coleóptero de la familia Mordellidae.

## Distribución geográfica
Habita en Irkutsk (Rusia).